# Настоящие питоны
Питоны, или настоящие питоны (лат. Python), — род змей из семейства питонов, распространённый в Африке и Азии.
Назван по имени чудовища Пифона из древнегреческой мифологии.

## Описание
Настоящие питоны — крупные неядовитые змеи длиной от 1,2 (королевский питон, ангольский питон) до 6-7 м (сетчатый питон). К роду относятся одни из самых крупных змей в мире.
Распространены в Африке к югу от Сахары, в Южной и Юго-Восточной Азии.
Обитают в тропиках и субтропиках, как правило, во влажных тропических лесах, саваннах. Часто поселяются вблизи водоемов, хорошо плавают и могут подолгу находиться в воде. Неплохо лазают по деревьям.
Питаются самыми разнообразными позвоночными животными: грызунами, зайцами, мелкими копытными, обезьянами, различными птицами, иногда поедают крупных ящериц и небольших крокодилов.
Питоны, в отличие от удавов, яйцекладущи. Самки крупных видов откладывают до 100 и более яиц. После откладки яиц самка не покидает кладку, а сворачивается вокруг неё и охраняет. Самки питонов способны даже согревать яйца, поднимая температуру внутри колец тела путём мышечных сокращений.

## Значение для человека
Кожа крупных питонов идет на производство различных поделок, предметов одежды и обуви. Мясо и жир питонов в некоторых странах употребляются в пищу местным населением. Иногда местные жители содержат питонов в домах для уничтожения грызунов.
Настоящие питоны стали популярными террариумными животными — они содержатся как в зоопарках, так и террариумистами в домашних условиях. Эти змеи хорошо переносят неволю и могут успешно размножаться.

## Виды
По данным Reptile Database на июнь 2025 года в род включают 10 современных видов:
- Python anchietae Bocage, 1887 — карликовый питон, или ангольский питон
- Python bivittatus Kuhl, 1820 — тёмный тигровый питон
- Python breitensteini Steindachner, 1881
- Python brongersmai Stull, 1938
- Python curtus Schlegel, 1872 — короткохвостый питон, или пёстрый питон
- Python kyaiktiyo Zug, Gotte & Jacobs, 2011
- Python molurus (Linnaeus, 1758 — тигровый питон
- Python natalensis Smith, 1840
- Python regius (Shaw, 1802) — королевский питон, или шаровидный питон, или питон-мяч
- Python sebae (Gmelin, 1789) — иероглифовый питон

Кроме того, к роду относят ещё четыре вымерших вида:
- † Python euboicus Römer, 1870 — некоторыми авторами не признаётся и считается nomen dubium
- † Python europaeus Szyndlar & Rage, 2003
- † Python maurus Rage, 1976
- † Python sardus (Portis, 1901) — nomen dubium

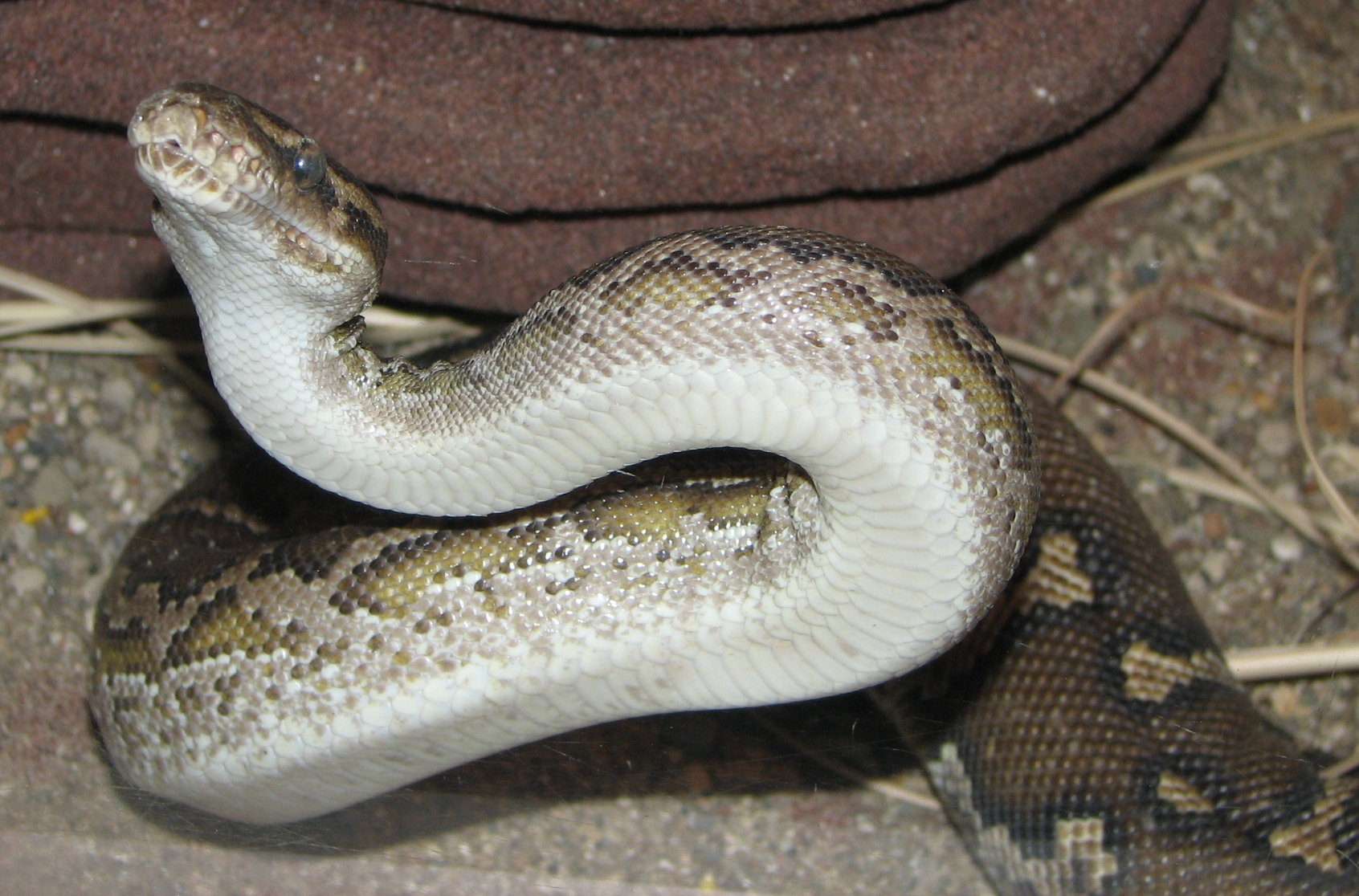
Ангольский питон (Python anchietae)
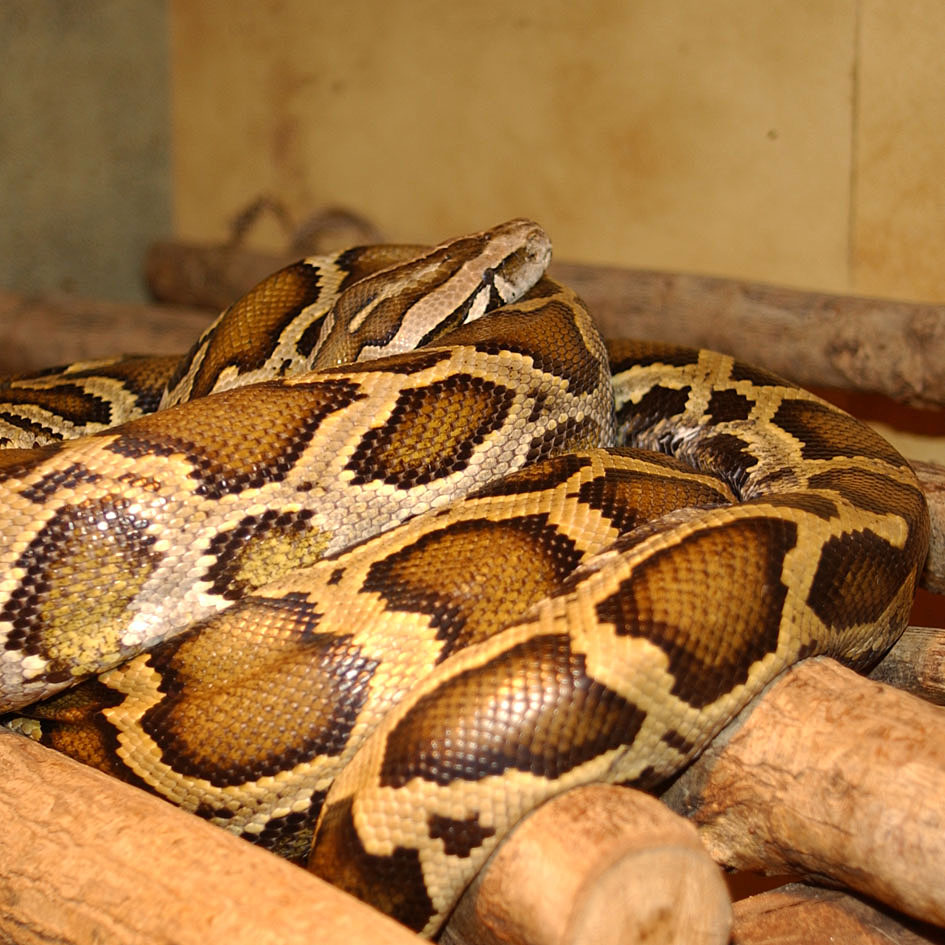
Темный тигровый питон (Python molurus bivittatus)
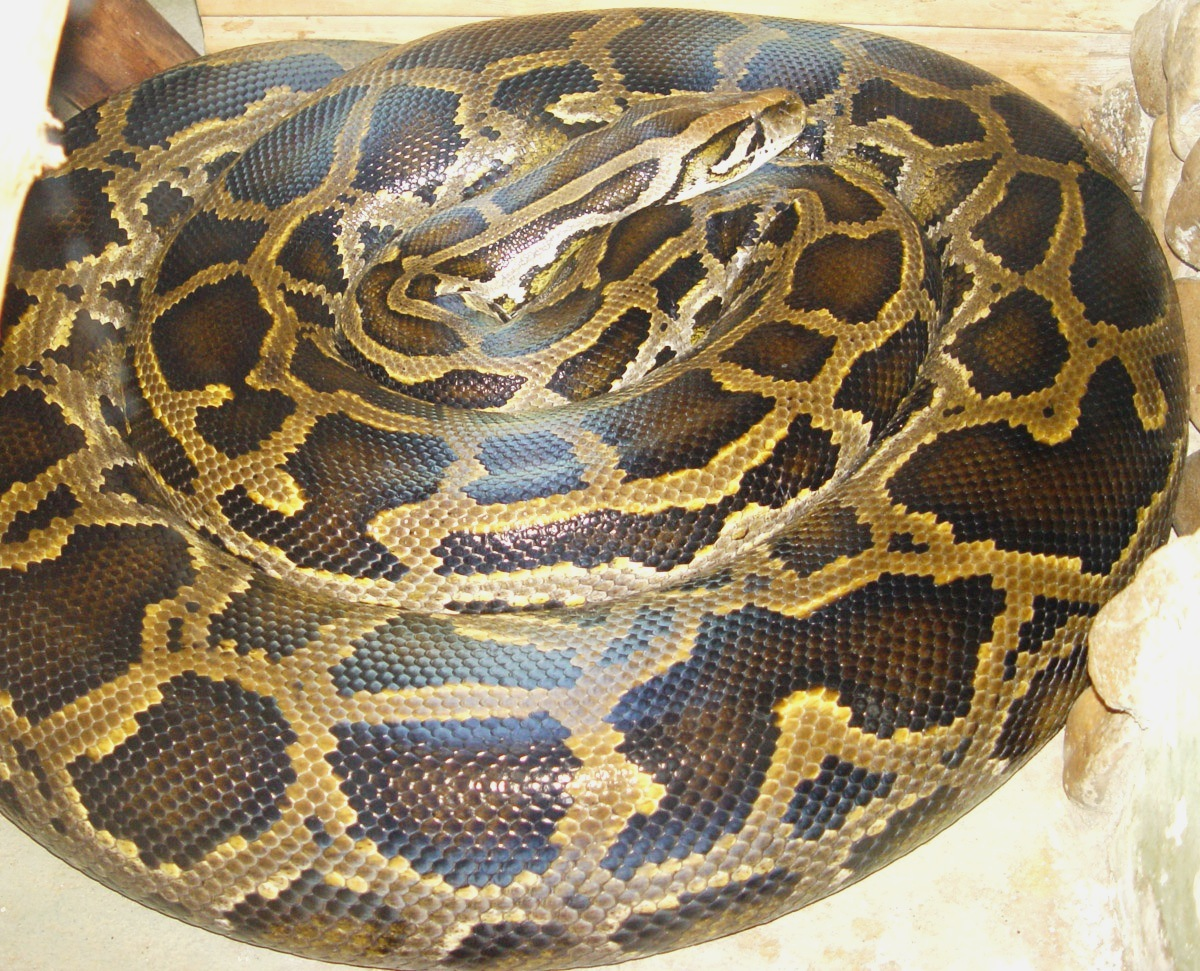
Тёмный тигровый питон
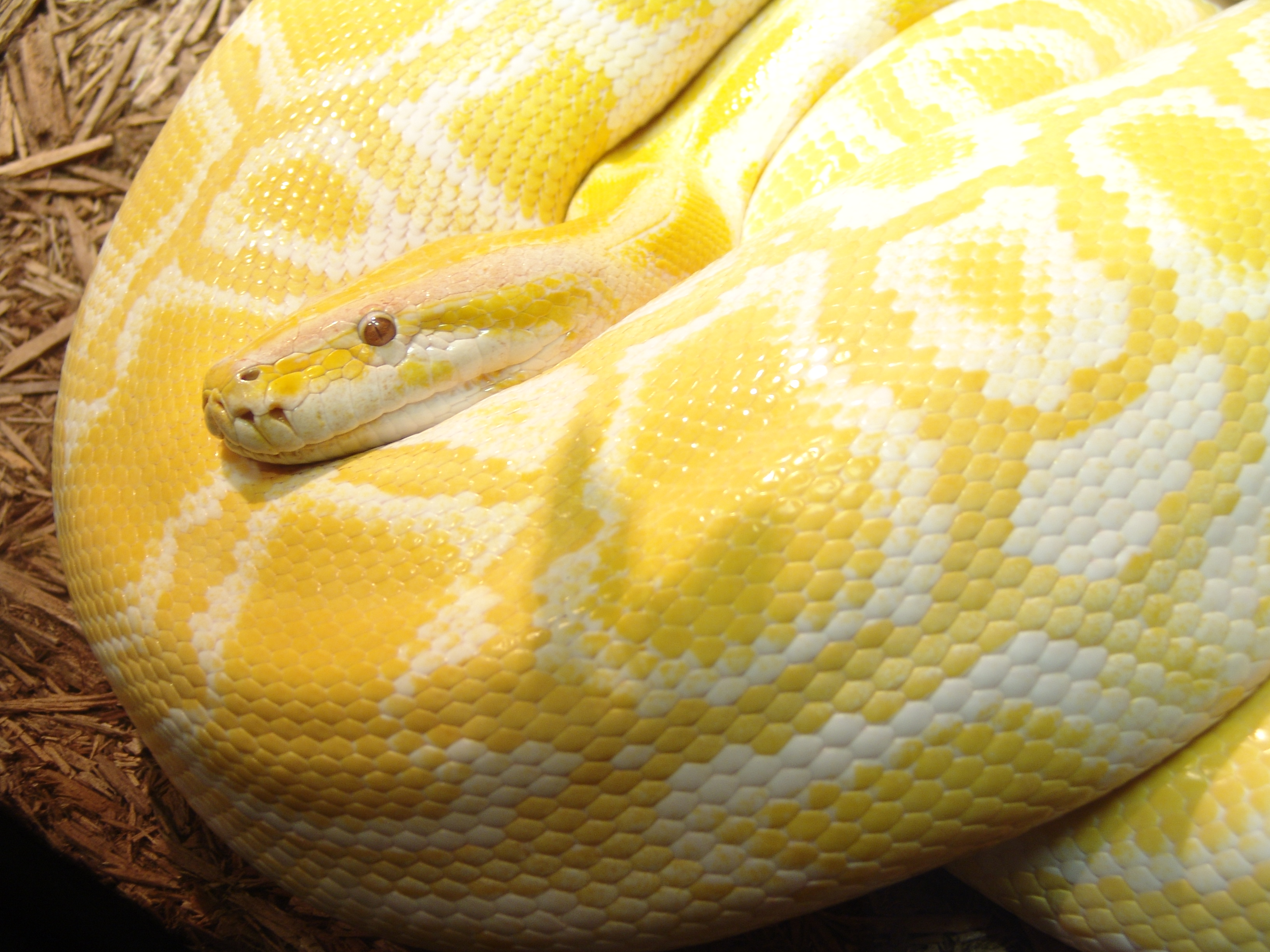
Альбинос тигрового питона
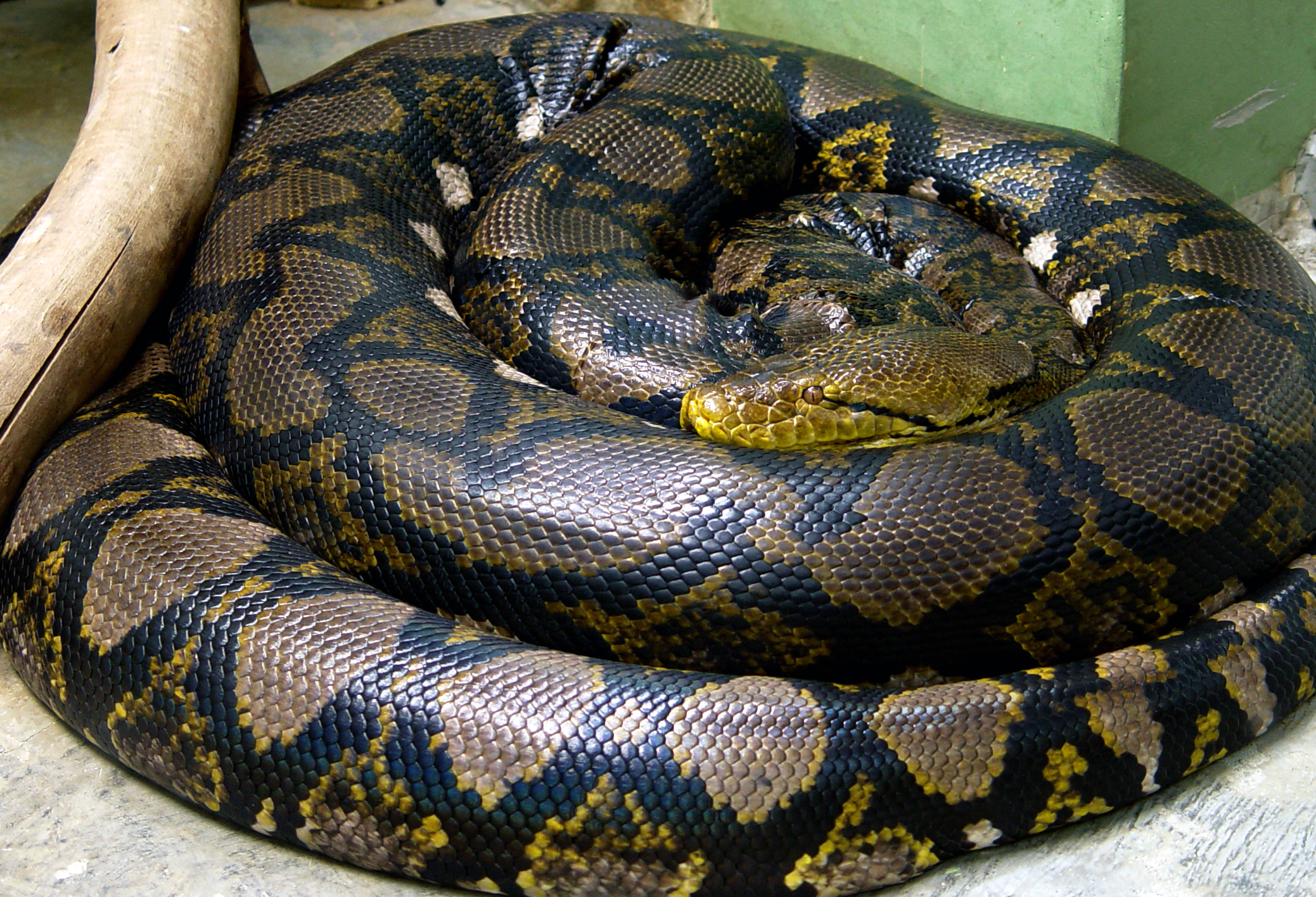
Сетчатый питон, номинативный подвид (Python reticulatus reticulatus)